# Vidrenjak
Vidrenjak falu Horvátországban, Sziszek-Monoszló megyében. Közigazgatásilag Velika Ludinához tartozik.

## Fekvése
Sziszek városától légvonalban 22, közúton 32 km-re északkeletre, községközpontjától 1 km-re északnyugatra fekszik. A község második legnépesebb települése. Gyakorlatilag összeépült községközpontjával.

## Története
A község falvainak fejlődése Mária Terézia uralkodása idején gyorsult fel. A 18. század közepére Velika Ludina már községközpont volt. 1773-ban az első katonai felmérés térképén „Dorf Vidernyak” alakban szerepel. A 19. század elején rövid ideig francia uralom alá került, majd ismét a Habsburg Birodalom része lett.
A falunak 1857-ben 278, 1910-ben 479 lakosa volt. Belovár-Kőrös vármegye Kutenyai járásához tartozott. 1918-ban az új szerb-horvát-szlovén állam, majd később Jugoszlávia része lett. A II. világháború idején a Független Horvát Állam része volt. A háború után a béke időszaka köszöntött a településre, enyhült a szegénység és sok ember talált munkát a közeli városokban. A falu 1991. június 25-én a független Horvátország része lett. 1993-ban Sziszek-Monoszló megyén belül megalakult Velika Ludina község, melyhez a falu is tartozik. 2011-ben 552 lakosa volt.

## Népesség
| Lakosság változása | Lakosság változása | Lakosság változása | Lakosság változása | Lakosság változása | Lakosság változása | Lakosság változása | Lakosság változása | Lakosság változása | Lakosság változása | Lakosság változása | Lakosság változása | Lakosság változása | Lakosság változása | Lakosság változása | Lakosság változása |
| ------------------ | ------------------ | ------------------ | ------------------ | ------------------ | ------------------ | ------------------ | ------------------ | ------------------ | ------------------ | ------------------ | ------------------ | ------------------ | ------------------ | ------------------ | ------------------ |
| 1857               | 1869               | 1880               | 1890               | 1900               | 1910               | 1921               | 1931               | 1948               | 1953               | 1961               | 1971               | 1981               | 1991               | 2001               | 2011               |
| 278                | 263                | 295                | 376                | 420                | 479                | 503                | 536                | 484                | 516                | 532                | 597                | 577                | 535                | 554                | 552                |